# Vicente Vega
Vicente Vega (Maracay, 21 de febrero de 1955–13 de enero de 2025) fue un futbolista venezolano, padre del también exfutbolista Renny Vega.

## Biografía
Vega nació en el sector La Democracia de Maracay, en el seno de una familia humilde. Contrajo matrimonio con Estrella Hernández, con quien tuvo un hijo llamado Renny. Su esposa falleció un año después de nacer su hijo. Posteriormente contrajo segundas nupcias con Deissy Mendoza, en la cual tuvo otros tres hijos, Rina Vanessa, René Vicente y Videxy Carolina.

## Carrera

### Clubes
Vega inició su carrera futbolística en el Independiente de Maracay, donde jugaba desde temprana edad. En 1975 es fichado por el Deportivo San Cristóbal, y dos años más tarde fue transferido al Portuguesa, donde inicialmente desempeñaría el papel de tercer portero. Con el tiempo se convirtió en el primer guartametas del club, donde compartió con Ramón Echenausi, Carlos Horacio Moreno, Richard Páez y Jairzinho. Jugando en el equipo rojinegro, fue dos veces campeón de la Primera División de Venezuela (1977 y 1978), y participó en la Copa Libertadores.
Vega estuvo nueve temporadas con el Portuguesa hasta que fue vendido al Deportivo Italia, con el que jugó las últimas cuatro temporadas de su carrera.

### Selección nacional
En 1974, Vega fue incluido en la selección venezolana sub-20 que participó en el Campeonato Sudamericano de la categoría realizado en Chile. Con la selección nacional de mayores disputó 15 partidos entre 1975 y 1983. Formó parte de las plantillas oficiales para las Copas Américas de 1975, 1979 y 1983. Igualmente, jugó en la campaña clasificatoria a la Copa Mundial de 1982.

## Palmarés

### Campeonatos nacionales
| Título                        | Club       | País      | Año  |
| ----------------------------- | ---------- | --------- | ---- |
| Primera División de Venezuela | Portuguesa | Venezuela | 1977 |
| Primera División de Venezuela | Portuguesa | Venezuela | 1978 |